# レディ・オン
『レディ・オン』は、ラジオ福島で月曜 - 金曜の朝に放送されているラジオ番組である。

## 概要
2018年9月28日まで同時間帯で放送されていた「朝から全開!」をリニューアルし、同年10月1日よりスタート。番組開始当初は、メインパーソナリティと情報（ニュースなど）担当の2名体制での放送であったが、現在はパーソナリティ1名での放送となっている。番組開始時は7時から放送開始だったが、2025年4月からは30分拡大され、6時30分開始となる。

## 出演者

### 現在
2021年1月現在
- 月曜・火曜：小川栄一 [2]
- 水曜・木曜：高田優美 [3]
- 金曜：手塚伸一 [4]
- 月曜 - 金曜：山地美紗子 [5]（歌のない歌謡曲のみ出演、事前収録）

### 過去
- 2019年4月-
  - 月曜：高田優美・小川栄一
  - 火曜：山地美紗子・森本庸平
  - 水曜：高田優美・小川栄一
  - 木曜：高田優美・手塚伸一
  - 金曜：山地美紗子・深野健司

- 番組開始 - 2019年3月
  - 月曜：高田優美・小川栄一
  - 火曜：稲本亜里沙・小川栄一
  - 水曜：高田優美・森本庸平
  - 木曜：稲本亜里沙・森本庸平
  - 金曜：高田優美・深野健司

## 主なコーナー
2023年10月現在
- おらが町のふるさとリポーター
- 福島県からのお知らせ（福島県広報）
- 福島県警 スマイル・ポリス! ステーション
- We Love Sports
- 歌のない歌謡曲（企画ネット終了後も継続）
- レディ・オン ハーフタイム
- 朝ゼミ・エフ
- ウィークリー あなたの記念日リクエスト（木曜）
- ニュース・天気予報・交通情報

### 過去の主なコーナー
- JFマリンバンク海の天気予報（- 2019年3月29日）
- はがきでこんにちは（- 2020年9月25日）
- 伊集院光のおたよりください!（- 2024年3月29日）
- 目﨑雅昭の歩く路（火曜）[6]

## 内包番組
2024年4月現在、番組内で以下の他社制作番組を内包している。
- 話題のアンテナ 日本全国8時です（TBSラジオ制作）
- 荻原次晴のニッポン応援団（かしわプロダクション制作）
- 武田鉄矢・今朝の三枚おろし（文化放送制作）
- 畑中秀哉の情報宝島（ニッポン放送制作）
- 羽田美智子のいってらっしゃい（ニッポン放送制作）[8]